# 미국 우라늄 농축 공사
미국 우라늄 농축 공사(USEC, United States Enrichment Corporation)는 미국 에너지부에 농축 우라늄을 공급하는 회사이다.

## 역사
1992년의 에너지 정책 법은 민간인 사용을 위해 우라늄을 농축하기 위해 국가 소유 기업으로 미국 에너지부에서 미국 농축 공사를 창설했으며 1993년 7월 USEC가 DOE 시설을 인수했다. USEC는 1998년 7월 28일에 기업 공개를 통해 미국 정부에 의해 완전히 민영화되었다. 미국 정부는 USEC를 위해 약 30 억 달러를 받았다.
1997년 8월, USEC는 美 원전이 필요로 하는 연료의 80% 그리고 세계 원전 연료시장의 3분의 1을 공급하고 있어 세계적인 원전 연료 공급사업을 해오고 있다.
2013년 5월 26일, 미국 정부가 소유하고 있는 유일한 우라늄 농축 시설인 퍼두커 우라늄 농축 공장이 경영난으로 다음 달 문을 닫는다고 뉴욕타임스(NYT)가 보도했다. 미국은 앞으로 핵 발전에 쓰일 연료인 농축우라늄을 러시아로부터 수입하거나 뉴멕시코에 있는 유럽계 업체로부터 공급받게 된다. 1952년 농축우라늄 생산과 핵무기 제조를 위해 켄터키주 서부 퍼두커 시 인근에 지어 미국우라늄농축공사(USEC)가 운영해온 이 공장은 제2차 세계대전 중 일본 히로시마(廣島)에 투하했던 원자폭탄에 쓰인 기체 확산 기술을 사용한다. 현재의 원심분리 공법과 비교하면 전력 소모가 20여 배나 많아 적자가 누적된 상태였다. 미국은 원심분리 공법의 우라늄 농축 공장을 3곳에 건설 중이다.

## 같이 보기
- 테넥스
- 유렌코